# Soltera (chanson de Shakira)
 (octobre 2024).
Singles de Shakira
(Entre Paréntesis)
(2024)
Soltera est une chanson de l'auteure-compositrice-interprète colombienne Shakira . Il est sorti le 25 septembre 2024 en tant que premier single de son prochain projet, le clip mettra en vedette diverses célébrités, dont Anitta, Danna, Winnie Harlow, Lele Pons et Natti Natasha .

## Contexte
Le 22 mars 2024, Shakira sort son douzième album studio Las Mujeres Ya No Lloran. Le 13 juin 2024, elle a révélé dans une interview pour le magazine Rolling Stone avoir « encore quelques chansons enregistrées » lors des sessions d'album et que « ce n'est pas un nouvel album, mais disons que j'ai un nouveau projet ». Le 14 septembre 2024, Shakira a été vue en train de filmer un clip vidéo au LIV Nightclub à Miami, en Floride. Le 20 septembre, elle a révélé la date de sortie du single et la pochette sur laquelle elle fait la fête avec Anitta, Danna Paola et Lele Pons,,.

## Clip
Le clip mettra en vedette Anitta, Danna Paola, Lele Pons, Natti Natasha et Winnie Harlow,.

## Réception
Lizzette Vela de e-consulta.com a déclaré que la chanson « promet d'être un hymne à la liberté et à l'autonomisation féminine », poursuivant la manière dont Shakira « invite les gens à célébrer l'indépendance et défie les critiques de sa vie personnelle » dans les paroles.